# Ana Sofía de Sajonia-Altenburgo
Ana Sofía de Wettin (1598-1641) fue una noble alemana perteneciente a la rama ernestina de la Casa de Wettin, princesa de Podiebrad, duquesa de Münsterberg y Oels y condesa de Glatz por matrimonio.
Ana Sofía era el segundo vástago del duque Federico Guillermo I de Sajonia-Weimar y su segunda esposa, la condesa palatina Ana María de Wittelsbach, hija primogénita del duque Felipe Luis del Palatinado-Neoburgo y de Ana de Cleves. Esta última hija del duque Guillermo V el Rico y de la archiduquesa austriaca María de Habsburgo. Era además hermana menor de los duques de Sajonia-Altenburgo Juan Felipe y de Federico Guillermo II.
Se casó con Carlos Federico (1593-1647), príncipe de Podiebrad, duque de Münsterberg y Oels y conde de Glatz. De esta unión solo se sabe que nació una hija:
- Isabel María de Oels (1625-1686), casada desde 1647 con el duque Silvio I Nimrod de Württemberg-Oels (1622-1664) hijo del duque Julio Federico de Württemberg-Weiltingen y de Ana Sabina de Schleswig-Holstein-Sonderburg.

- Datos: Q25483430